# Bergsman

Fem statyetter av bergsmän i Hallwylska museet, Stockholm.

En bergsman var sedan medeltiden någon som drev bergsbruk för att producera metall, t.ex. tackjärn i en masugn eller koppar i en kopparhytta. Bergsmännen sysslade både med brytning och förädling av malm. Detta reglerades av bergsprivilegiet. Bergsmännen arbetade ofta i hyttlag/kooperativ. Vid sidan om bergsbruket kunde bergsmännen även bedriva jordbruk.

## Bergsmännens organisation och sysslor

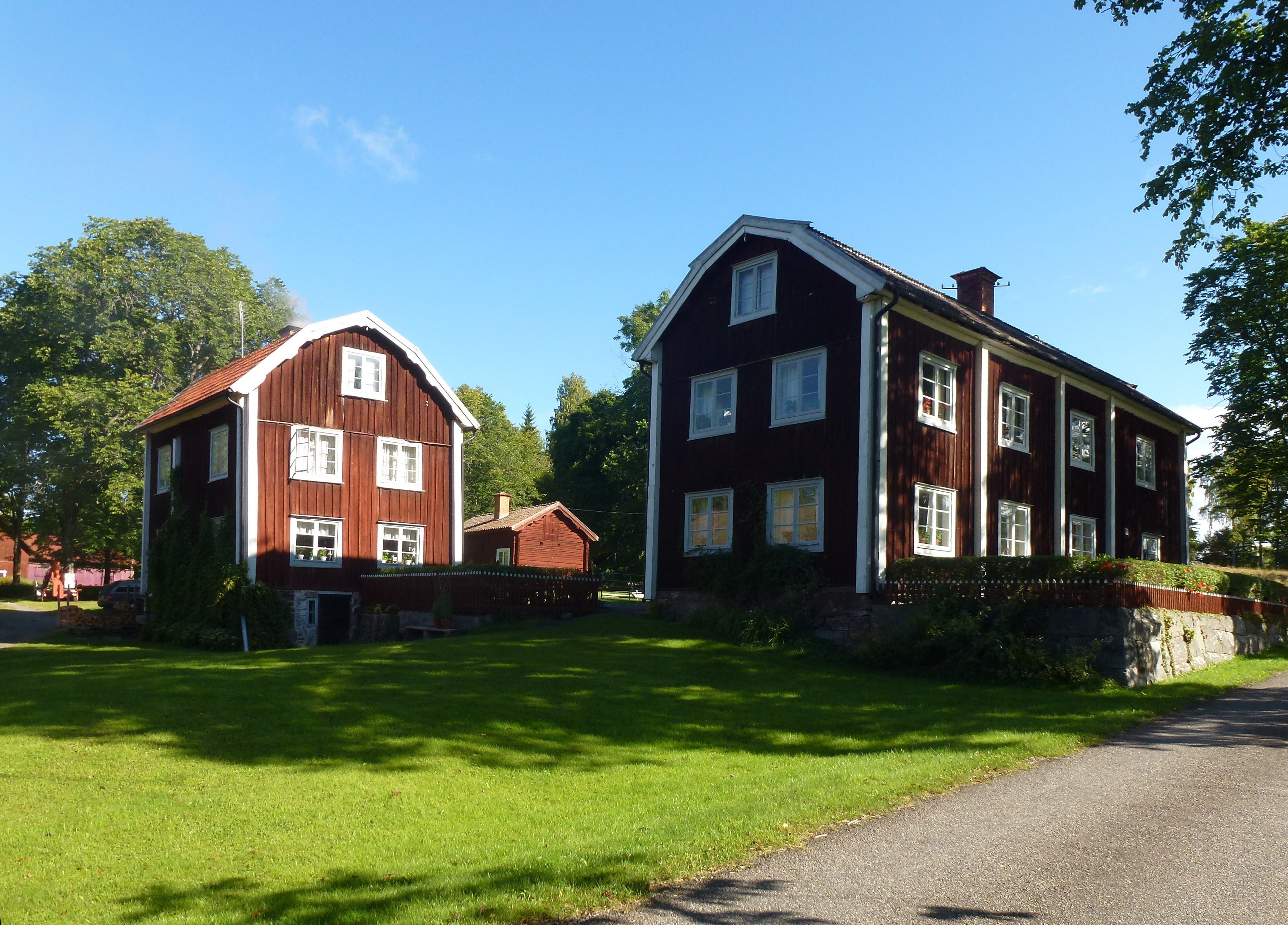
Bergsmansgården Brategården i Norbergs kommun är sedan år 2006 ett kulturreservat.

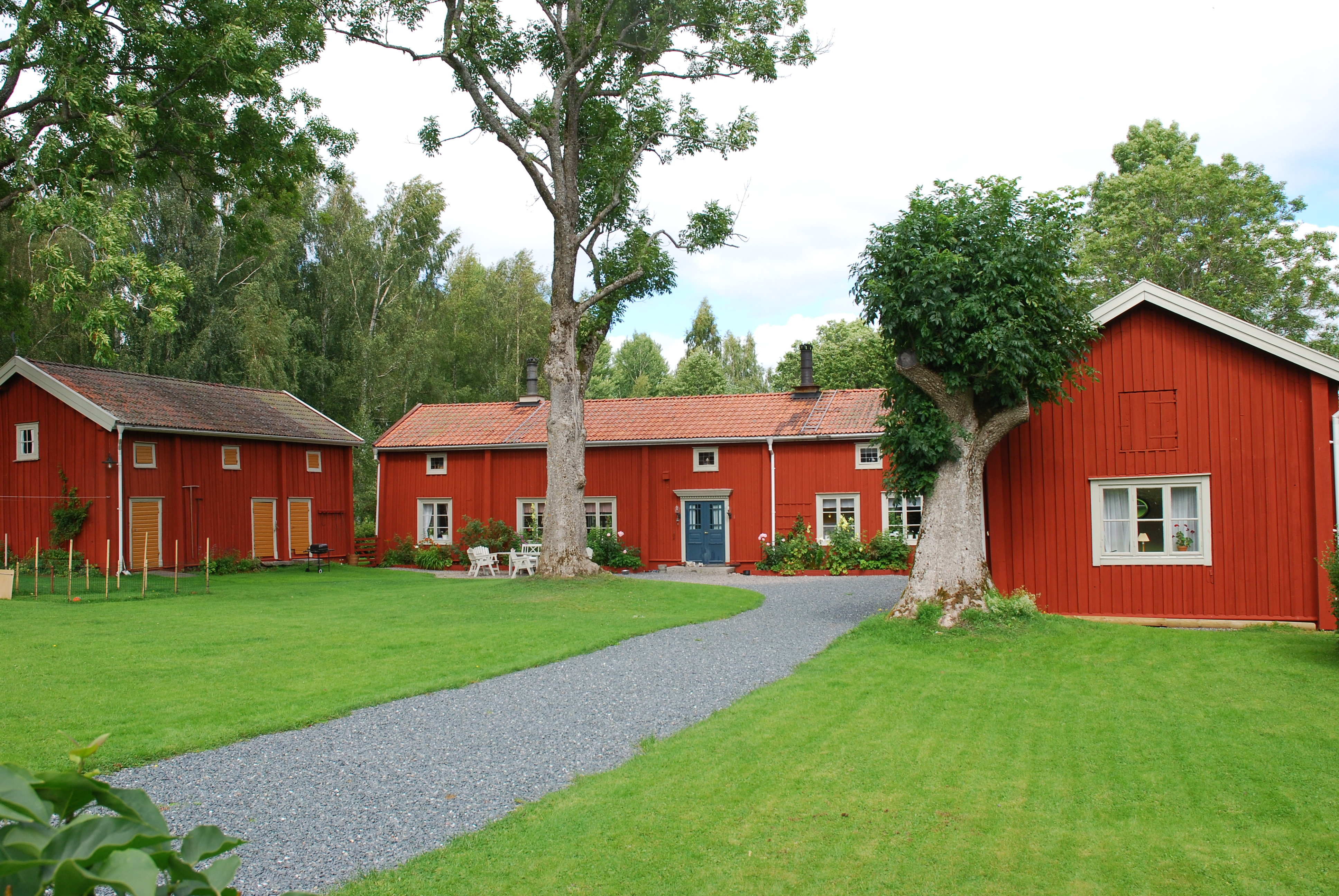
Bergsmansgård i Gamla Pershyttan i Nora kommun.

### Bergsmannen och andra aktörer i bergslaget
Bergsman kallades sedan medeltiden den bonde som vid sidan av jordbruket bedrev bergsbruk, och som omfattades av bergslagets så kallade privilegiebrev att å ena sidan fullfölja skyldigheten att utvinna fyndigheterna på sin mark för framställning av tackjärn, och å andra sidan betala skatt på tackjärnet de framställde. Till bergsmännen hörde även de som ägde ett bergsmanshemman. Eftersom hemmanen i bergslagen upprättades i anslutning till malmfyndigheter, kom merparten hemman att klassas som sådana. Allt efter värderingen av hemmanet kunde bonden vara hel, halv eller en kvarts bergsman. Detta var också deras hemmanstal, vilket i dessa områden snarare handlade om hyttandelar och förmåga till att framställa järn, än om gårdens storlek eller avkastning. Nybyggare och torpare skattlades regelmässigt som bergsmän efter att friåren gått ut, enligt täkterätten. Hur överlåtandet av bergsmanshemman fick gå till var också reglerat i privilegiebrevet, dock hade barnen arvsrätt och det vanliga var att barnen gick i föräldrarnas spår och övertog hemmanet. Vid sidan av bergsmännen fanns under medeltiden (i synnerhet vid Kopparberget och Åtvidaberg) även bergsfrälset, vilka slapp skatt och var en av medeltidens motsvarigheter till adeln. Därefter kom begreppet bergsfrälse att skifta innebörd.
Malmfyndigheterna i Sverige kallades bergsregalet, vilket innebar att de tillhörde kronan även om de fanns på bergsmannens hemman. Bergmännen fick dock inkomst av sitt bruk genom försäljning, och betalade ränta (skatt) till kronan för nyttjanderätten. Skatten betalades i tiondejärn. Däremot var bergsmännen som regel befriade från rotering och andra statliga förordningar. Privilegierna skilde sig dock åt för de olika bergslagen. Tackjärnet sålde bergsmännen som regel vidare till bruken, som förädlade malmen till stångjärn. Dessa järnbruk kunde både ägas av privata bruksherrar och av kronan (kronobruk). Ett undantag från detta var bergsmännen i Gästrikland, som inte utgjorde ett fullvärdigt bergslag och därför hade rätt att vid sidan av tackjärnsproduktionen framställa stångjärn.
Privilegiebrevet och sedermera jordeböckerna reglerade hur de olika parterna skulle ersättas för malmen. Gustav Vasa och hans efterträdare försökte få kontroll över alla tillgångar av järn och andra fyndigheter, vilket ledde till grundandet av det statliga ämbetsverket Generalbergsamtet år 1637. 1649 bytte ämbetsverket namn till Bergskollegium. I och med detta kollegium fick bergsbruket en fastare organisation.
Alla dessa bestämmelser och Bergskollegium som kontrollerande organ innebar att det växte fram en särskild administrativ organisation kring bergsnäringen. Bergsmännen delades in i större geografiska enheter där särskilda lagar och förordningar gällde. Dessa kallades bergslag och totalt fanns tolv sådana distrikt inom bergskollegiets administration. De olika bergslagen leddes av en bergmästare som var anställd av och återrapporterade till Bergskollegium. Ett annat namn för de distrikt som kontrollerades av bergmästarna är därför bergmästardöme. De rättsliga tvister som uppstod i bergslagen (såsom konflikter mellan bergsmännen och bruksägarna) löstes av bergmästaren i särskilda bergsting. Denna särskildhet som omgav bergsmännen gör att man skulle kunna tala om dem som ett stånd eller skrå, även om majoriteten av dem i teorin tillhörde bondeståndet. Dock fanns bergsmän i både Falun och Sala som hade representanter i borgarståndet från 1527. År 1834 fick fler bergslag riksdagsrepresentanter i borgarståndet (se Bergsbrukens valdistrikt).
Bergsmännen kunde även ingå samfälligheter och kooperationer med andra bergsmän i så kallade hyttlag. Hyttlagen bestod av omkring åtta bergsmän och leddes av hyttfogden. Ju större expertis de utvecklade teknikerna krävde, desto oftare började bergsmännens arbetsuppgifter att övertas av specialister. Masmästare ansvarade för vilken bergsmans tur det var att blåsa i hyttan och att alla hyttans funktioner var i ordning.
I stället för hyttlag kunde bergsmän i en ort också bilda ett gruvlag. Ett gruvlag var en kooperation av bergsmän som gemensamt ägde och gemensamt bröt malm. Malmen fördelades mellan delägarna som själva framställde tackjärn i den gemensamma hyttan. Skillnaden på ett hyttlag och ett gruvlag utöver arbetsplaceringen var att gruvlaget var ett arbetskooperativ och ägarkooperativ medan hyttlaget endast var ett ägarkooperativ. En bergsman som ingick i ett sådant skötte tillsammans med de andra delägarna driften och underhållet av masugnen samt vissa andra sysslor. Bergsmännen blåste till en början alltid sitt eget tackjärn själva.

### Bergsmannens arbetsuppgifter
Bergsmannens arbetsuppgifter var att bryta malmen, skaffa kol, driva hytta eller masugnar och där framställa metall (hyttbruk). De hade också skyldighet till dagsverke, att förse kronans egna gruv- och hyttandelar med kolare och gruvdrängar – detta kunde de dock omvandla till en extra skattepålaga. Fram till 1600- och 1700-talen utförde bergsmännen och deras hushåll själva de flesta arbetsuppgifter, men därefter uppstod en specialisering.
Om somrarna bröt bergsmännen sin malm, och både män och kvinnor arbetade med utvinningen. Fram till 1600-talet bröts malmen framför allt i myrar, sjöar och ur rödjord. Från omkring 1600-talet var markbrytningen ersatt av underjordsbrytning, först med tillmakning och sedan med svartkrut. Krutsprängning började på 1700-talet, men det fick inte bergmännen göra. Under perioden 1600-1700-talen började det införas en arbetsfördelning vid bergslaget; bergsmännen kunde ingå i gruvlag men mot 1800-talet hade gruvarbetet övertagits av en fast gruvarbetarstam som inte var bergsmän. Somrarna skulle räcka till att hinna med slåtter och annat som hörde till jordbruket.
Hösten användes till åkerskörd och tröskning, och sedan det var färdigt började arbetet i milorna med att framställa kol, vilket med tiden kom att skötas av särskilda kolare. Vintrarna användes till avverkning av skog och transporter av varor och material. Transporter skedde på land med dragdjur, och snön gjorde lasten lättare att forsla.
Hyttarbetet förutsatte kraften i vårfloden. Framställningen av tackjärn skötte varje bergsman själv i hyttan. Det tackjärn som bergsmannen blåste försågs med bergmannens personliga märke och hyttans nummer. Kvaliteten på tackjärnet varierade kraftigt eftersom var och en i hytt- eller gruvlaget framställde sitt eget järn. Om våren skulle också åkern sås.
Några gånger per år besökte bergsmännen marknader där de sålde sitt tackjärn till bruken, och köpte sådant de inte producerade själva. På dessa marknader kunde de också sälja järnsmide som de tillverkat, vanligtvis spik och nubb.
Tack- och stångjärnsproduktionen frigjordes från alla speciallagar 1859, och därmed försvann bergsmannens skyldighet att bedriva gruvdrift och hyttbruk (framställa tackjärn) och använda sina skogar till kolning. Efter att förordningarna upphört har benämningen bergsman kvarlevt som beteckning på innehavare av hemman eller hemmansdel i ett bergslag, oavsett om hyttbruk bedrivits eller inte. En del hyttlag fortsatte arbeta som tidigare efter 1859.

## Senare betydelser
När Bergshögskolan grundades kom "bergsman" att bli ett vardagligt namn på en bergsingenjör[källa behövs], en utbildning som senare utvecklats till civilingenjörsutbildningen i materialdesign. Femininform i nutida studentikosa sammanhang är bergshütta. Den används framför allt vid utbildningen i materialdesign vid Kungliga Tekniska högskolan.

## Framstående svenska bergsmän
- Ambrosius Markusson Keyser
- Engelbrekt Engelbrektsson
- Johan Johansson i Noraskog